# Filetas
Filetas de Cos (Cos, c. 340 a. C. - c- 285 a. C.) fue un poeta y filólogo griego, el primero de la escuela filológica alejandrina.

## Biografía
Fue escogido por Ptolomeo I como instructor de su hijo, nacido el 308 a. C., que luego reinaría sobre Egipto con el nombre de Ptolomeo II. Compuso elegías, breves poemas épicos y epigramas. Teócrito y Calímaco lo ensalzaron y le tuvieron en gran aprecio. Tuvo por discípulos a Zenódoto de Éfeso y a Hermesianacte de Colofón. Algunos le atribuyen algunos poemas con formas de objetos, pero lo cierto es que fue uno de los primeros en aspirar a la brevedad y a la condensación. 
Como filólogo estudió la lengua de Homero y compuso una miscelánea que compilaba y explicaba expresiones dialectales inusitadas, términos técnicos y arcaísmos empleados en la Iliada y la Odisea que ya en su época aparecían como ininteligibles. Estas Glosas fueron el comienzo de la erudición crítica alejandrina, y de la escuela filológica que tendría continuación en Antímaco de Colofón, Zenódoto de Éfeso, Calímaco, Eratóstenes, Aristófanes de Bizancio y Aristarco de Samotracia. 
Se dice que la paradoja del mentiroso le causó la muerte por agotamiento, de tanto pensar en ella.